# Dimas Teixeira
Dimas Manuel Marques Teixeira (Johannesburg, 1969. február 16. –) dél-afrikai születésű portugál válogatott labdarúgó, edző.

## Sikerei, díjai

### Játékosként
- SL Benfica
  - Portugál kupa: 1996-96
- Juventus
  - Olasz bajnok: 1996-97, 1997-98
- Sporting CP
  - Portugál bajnok: 2001-2002
  - Portugál kupa: 2001–02